# WWE Fastlane
Fastlane is een jaarlijks professioneel worstel-pay-per-view (PPV) en WWE Network evenement dat georganiseerd wordt door de Amerikaanse worstelorganisatie WWE. Het evenement debuteerde in 2015 en verving het Elimination Chamber evenement in WWE's pay-per-view kalender. De naam van het evenement is een verwijzing naar de "Road to WrestleMania". In 2015 en 2016 werd Fastlane in februari gehouden, totdat WWE de 2 merken, Raw en SmackDown, opsplitste in juli 2017, waarbij Fastlane naar maart werd verplaatst. In 2017 was Fastlane alleen voor het Raw merk en 2018 voor SmackDown. In 2019 was Fastlane voor beide merken. In 2020 werd Fastlane vervangen door Super ShowDown in WWE's pay-per-view kalendar, maar keerde terug in 2021.

## Chronologie
| Evenement     | Datum            | Stad                    | Locatie             | Main Event |
| ------------- | ---------------- | ----------------------- | ------------------- | --- |
| Fastlane 2015 | 22 februari 2015 | Memphis, Tennessee      | FedExForum          | Daniel Bryan vs. Roman Reigns voor een WWE World Heavyweight Championship match op WrestleMania 31.                                               |
| Fastlane 2016 | 21 februari 2016 | Cleveland, Ohio         | Quicken Loans Arena | Brock Lesnar vs. Dean Ambrose vs. Roman Reigns in een Triple Threat match voor een WWE World Heavyweight Championship match op WrestleMania 32.   |
| Fastlane 2017 | 5 maart 2017     | Milwaukee, Wisconsin    | Bradley Center      | Kevin Owens (c) vs. Goldberg voor het WWE Universal Championship.                                                                                 |
| Fastlane 2018 | 11 maart 2018    | Columbus, Ohio          | Nationwide Arena    | AJ Styles (c) vs. Baron Corbin vs. Dolph Ziggler vs. John Cena vs. Kevin Owens vs. Sami Zayn in een Six-Pack Challenge voor het WWE Championship. |
| Fastlane 2019 | 10 maart 2019    | Columbus, Ohio          | Quicken Loans Arena | The Shield (Dean Ambrose, Seth Rollins en Roman Reigns) vs. Baron Corbin, Bobby Lashley en Drew McIntyre in een Six-man tag team match.           |
| Fastlane 2021 | 21 maart 2021    | St. Petersburg, Florida | Tropicana Field     | Roman Reigns (c) vs. Daniel Bryan voor het WWE Universal Championship met Edge als Special Guest Enforcer.                                        |